# Сент-Клауд (Міннесота)
Сент-Клауд (англ. St. Cloud) — місто (англ. city) в США. Розташоване на території одразу трьох округів Стернс, Бентон і Шерберн штату Міннесота. Населення — 68 881 особа (2020). Мер — Дейв Кляйс. Назване на честь французького міста Сен-Клу, що носить ім'я св. Хлодоальда. FIPS-код міста — 27-56896, GNIS-ідентифікатор — 0650559.

## Географія
Сент-Клауд розташований за координатами 45°31′36″ пн. ш. 94°10′16″ зх. д. / 45.52667° пн. ш. 94.17111° зх. д. (45.526681, -94.171056).  За даними Бюро перепису населення США в 2010 році місто мало площу 106,39 км², з яких 103,70 км² — суходіл та 2,69 км² — водойми.

### Клімат
| Клімат : Сент-Клауд     | Клімат : Сент-Клауд | Клімат : Сент-Клауд | Клімат : Сент-Клауд | Клімат : Сент-Клауд | Клімат : Сент-Клауд | Клімат : Сент-Клауд | Клімат : Сент-Клауд | Клімат : Сент-Клауд | Клімат : Сент-Клауд | Клімат : Сент-Клауд | Клімат : Сент-Клауд | Клімат : Сент-Клауд | Клімат : Сент-Клауд |
| Показник                | Січ.                | Лют.                | Бер.                | Квіт.               | Трав.               | Черв.               | Лип.                | Серп.               | Вер.                | Жовт.               | Лист.               | Груд.               | Рік                 |
| Абсолютний максимум, °C | 13,3                | 15,0                | 27,2                | 35,6                | 40,6                | 38,9                | 41,7                | 40,6                | 41,1                | 32,2                | 23,9                | 17,2                | 41,7                |
| Середній максимум, °C   | −5,9                | −2,9                | 3,9                 | 13,5                | 20,4                | 25,3                | 27,9                | 26,4                | 21,3                | 13,7                | 3,9                 | −4,1                | 12,1                |
| Середній мінімум, °C    | −16,8               | −13,8               | −6,8                | 0,4                 | 6,8                 | 12,0                | 14,7                | 13,3                | 8,2                 | 1,6                 | −5,7                | −13,8               | 0,1                 |
| Абсолютний мінімум, °C  | −41,7               | −40                 | −35,6               | −19,4               | −7,8                | 0,0                 | 4,4                 | 0,6                 | −7,8                | −15                 | −30,6               | −40,6               | −41,7               |
| Норма опадів, мм        | 17                  | 15                  | 39                  | 65                  | 75                  | 106                 | 84                  | 96                  | 88                  | 63                  | 35                  | 21                  | 704                 |
| Днів з опадами          | 7,4                 | 6,4                 | 8,2                 | 9,1                 | 10,9                | 12,1                | 10,5                | 9,3                 | 9,9                 | 9,3                 | 7,8                 | 7,6                 | 108,5               |
| Днів зі снігом          | 8,1                 | 6,2                 | 5,2                 | 1,8                 | 0,1                 | 0                   | 0                   | 0                   | 0                   | 0,8                 | 5,0                 | 8,2                 | 35,4                |
| ----------------------- | ------------------- | ------------------- | ------------------- | ------------------- | ------------------- | ------------------- | ------------------- | ------------------- | ------------------- | ------------------- | ------------------- | ------------------- | ------------------- |
| Джерело: NOAA           |                     |                     |                     |                     |                     |                     |                     |                     |                     |                     |                     |                     |                     |

## Населення
Згідно з переписом 2010 року, у місті мешкали 65 842 особи в 25 439 домогосподарствах у складі 13 348 родин. Густота населення становила 619 осіб/км².  Було 27338 помешкань (257/км²).
Расовий склад населення:
| - 84,6 % — білих - 7,8 % — чорних або афроамериканців - 3,7 % — азіатів - 0,7 % — корінних американців |

До двох чи більше рас належало 2,5 %. Частка іспаномовних становила 2,4 % від усіх жителів.
За віковим діапазоном населення розподілялося таким чином: 18,9 % — особи молодші 18 років, 70,8 % — особи у віці 18—64 років, 10,3 % — особи у віці 65 років та старші. Медіана віку мешканця становила 28,8 року. На 100 осіб жіночої статі у місті припадало 106,3 чоловіків;  на 100 жінок у віці від 18 років та старших — 106,7 чоловіків також старших 18 років.
Середній дохід на одне домашнє господарство  становив 59 029 доларів США (медіана — 45 437), а середній дохід на одну сім'ю — 75 172 долари (медіана — 59 391). Медіана доходів становила 41 557 доларів для чоловіків та 32 627 доларів для жінок. За межею бідності перебувало 23,3 % осіб, у тому числі 26,3 % дітей у віці до 18 років та 6,8 % осіб у віці 65 років та старших.
Цивільне працевлаштоване населення становило 35 550 осіб. Основні галузі зайнятості: освіта, охорона здоров'я та соціальна допомога — 27,7 %, роздрібна торгівля — 16,2 %, мистецтво, розваги та відпочинок — 11,7 %, виробництво — 11,1 %.

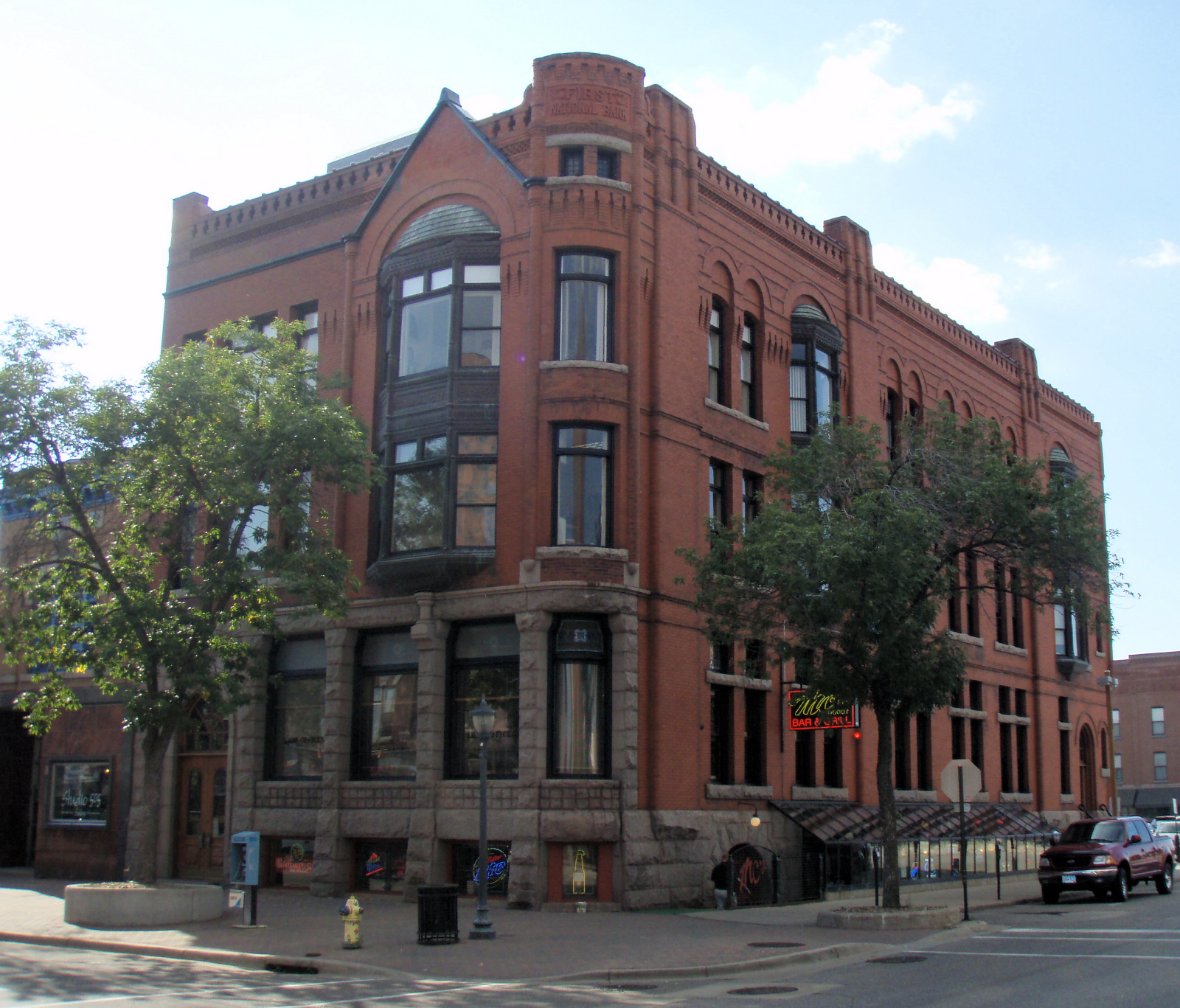
Будівля першого банку в Сент-Клауді

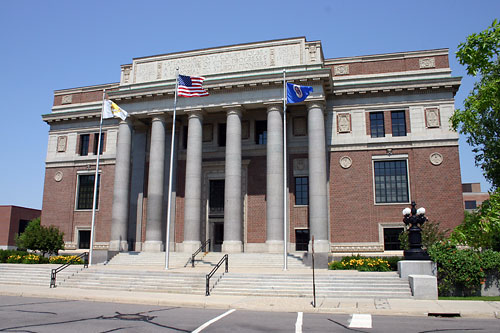
Будівля суду округу Стернс

Населення Сент-Клауда стабільно зростає: якщо 1980 року тут проживали 42 566 осіб, а в 1990 — 48 812, то за переписом 2000 року — 59 108 людей, а за переписом 2010 року — 65 842 особи.
При цьому неухильно зростає частка та чисельність афро-американців, уродженців країн Азії та змішаних груп населення — приріст з 1990 по 2010 рр. склав для них від 70% до 1191%.
У агломерації (англ. Metropolian area) проживає більше 250 000 осіб.

## Економіка
Місто розташоване в сільськогосподарському краї. В околицях Сент-Клауда вирощують жито, кукурудзу, сою, бобові, ячмінь; розвинене птахівництво. Водночас в місті є розвинена промисловість — харчова галузь, виробництво автобусів, холодильників, верстатобудування. Також налагоджено виробництво бетону, паперу та іншої промислової продукції.
У місті є аеропорт.

## Відомі люди
- Гіг Янг (1913—1978) — американський актор театру, кіно і телебачення
- Курт Зауер (*1981) — американський хокеїст, фіналіст Кубка Стенлі.

## Міста-побратими
2006 року Сент-Клауд та німецький Шпальт стали містами-побратімамі.